# 31 a.C.
31 a.C. foi um ano comum do século I a.C. que durou 365 dias. De acordo com o Calendário Juliano, o ano teve início e terminou a uma terça-feira. a sua letra dominical foi F.
| Ano completo                       |
| ---------------------------------- |
| Ano comum com início à terça-feira |

## Eventos
- César e Messala Corvino, cônsules romanos.[1]
- César navega de Brundísio até Córcira, pretendendo atacar as forças de Marco Antônio de surpresa, porém é impedido por uma tempestade.[1]
- Início da primavera: terremoto sacode a Judeia. Herodes estava em guerra com a Arábia, e enviou embaixadores propondo paz. Os árabes assassinam os embaixadores e se preparam para a guerra.[1]
- Batalha entre os árabes e o exército de Herodes. Vitória de Herodes, que se torna o senhor da Arábia.[1]
- Fraates, rei dos partas, havia se tornado insolente por causa da sua vitória sobre Marco Antônio, e se torna cruel, sendo exilado, e sucedido por Tiridates.[1]
- Os mísios da Ásia se revoltam contra Antônio.[1]
- Em Áccio, Antônio fica perturbado ao descobrir que, da sua frota, um terço dos marinheiros estavam passando fome. Seus capitães capturam as pessoas do povo para trabalhar nos navios.[1]
- Marcos Agripa, enviado por César, captura vários navios com armas e grãos que vinham do Egito, Síria e Ásia para abastecer Antônio. Agripa captura Metona, no Peloponeso.[1]
- Em seguida, Agripa captura Leucas. Após derrotar Quinto Asídio em batalha naval, captura Patoae e Corinto.[1]
- Marco Tício e Tito Estacílio Tauro derrotam a cavalaria de Antônio, e se aliam a Filadelfo, rei da Paflagônia.[1]
- Gneu Domício Enobarbo, um dos aliados de Antônio, mas que se recusava a cumprimentar Cleópatra e era odiado por ela, deserta para o lado de César.[1]
- Antônio começa a mostrar desespero, e a desconfiar de seus amigos, dentre os quais Jâmblico, rei de uma parte da Arábia, morto por tortura. Quinto Postúmio, um senador, é esquartejado.[1]
- Caio Sósio, aliado de Antônio, ataca, de surpresa, Lucius Tauresius, e o derrota, porém ao enfrentar Agripa é derrotado e morto.[1]
- Por esta derrota, e a perda da cavalaria, Antônio move suas forças para o outro lado do Golfo da Ambrácia, porém suas forças ficam bloqueadas e sem provisões.[1]
- Canídio sugere a Antônio que tente uma batalha terrestre, porém, por causa de alguns prodígios, Cleópatra o convence a tentar uma batalha naval.[1]
- Os reis Amintas e Deiotaro abandonam Antônio e passam para o lado de César.[1]
- Antônio sofre ainda mais duas derrotas em batalhas navais antes da grande batalha.[1]
- 2 de Setembro: Batalha de Áccio[1]
  - César tinha 200 navios de guerra e outros 30. Antônio tinha 170 navios, porém os navios de Antônio eram maiores.[1]
  - Nos primeiros quatro dias, o mar estava tão revolto que a batalha foi adiada.[1]
  - A batalha começa no quinto dia: do lado de Antônio, ele e Publícolo estavam na ala direita, Célio na ala esquerda, e M. Cotavia e M. Justeio no centro. Do lado oposto, César ficou na ala direita e Agripa na esquerda.[1]
  - As forças de terra de Antônio são comandadas por Canídio, e as de César por Tauro.[1]
  - Antônio exorta seus soldados a lutarem como se estivessem em terra firme, por causa do tamanho dos seus navios. Ele manda sua frota receber a carga inimiga como se estivessem ancorados.[1]
  - César vê a ala direita da frota de Antônio parada, e imagina se eles estão ancorados.[1]
  - A ala esquerda de Antônio avança e começa o combate assim que saem do Golfo.[1]
  - Os navios de César, mais ágeis e manobráveis, atacam os navios pesados e de difícil manejo de Antônio.[1]
  - Agripa estende a linha dos seus navios para cercar o inimigo. Do lado oposto, Publícola também estende sua linha, e se separa do corpo principal. Antônio é atacado por Arrâncio e luta de igual para igual. Cleópatra se retira da batalha com seus 60 navios e volta para o Peloponeso. Vendo Cleópatra recuar, Antônio remove as marcas de almirante do seu navio e a segue.[1]
  - Os soldados de Antônio, espantados com a fuga do seu general, começam também a fugir. Os navios de César, que não tinham vela, não conseguem perseguir os barcos a vela que fogem. Os navios que não fugiram, porém, são cercados por vários navios de César.[1]
  - César grita para os soldados de Antônio que ele havia desertado, e pergunta para quem eles estavam lutando.[1]
  - Na décima hora, a frota de Antônio é derrotada. Os soldados se rendem, e são perdoados por César.[1]
  - Segundo Osório, da quinta à décima-primeira hora a batalha foi indecisiva, porém a partir de então César teve a vitória.[1]
  - Segundo Osório, das forças de Antônio, 12.000 foram mortos, 6.000 ou 7.000 foram feridos, e 1.000 morreram dos ferimentos. Segundo Plutarco, as vítimas fatais não foram mais de 5.000.[1]
- Segundo Dião Cássio, a batalha marca o início do império de César.[1]
- César enviou sua frota em perseguição a Antônio, mas eles não conseguem alcançar, e Antônio escapa.[1]
- Antônio recebe notícia de que sua frota foi dispersada, porém seu exército estava intacto. Ele envia mensagem a Canídio para este retornar, via Macedônia, para a Ásia.[1]
- O exército de Antônio não sabia da sua fuga, porém mesmo quando souberam, passaram sete dias rejeitando as ofertas de César.[1]
- Quando o exército estava passando pela Macedônia, César consegue sua rendição. Canídio foge durante a noite e foge para Antônio.[1]
- César reorganiza os reinos da Ásia:[1]
  - Filopáter, filho de Tarcondítomo, príncipe da Cilícia, é removido.
  - Licômedes do Ponto é substituído por Médio, que havia instigado os mísios da Ásia a se revoltarem contra Antônio.
  - Alexandre, irmão de Jâmblico, perde seu reino na Arábia.
  - Em Creta, os cidônios e lampaens ganham a liberdade, pois o haviam apoiado.
- Alguns dos aliados de Antônio são poupados por César:[1]
  - Caio Sósio, que havia fugido e se escondido, mas é encontrado.
  - Marco Escauro, meio-irmão de Sexto Pompeio, é condenado à morte, porém salvo pelos apelos de sua mãe Múcia.
- Outros são mortos:[1]
  - Curio e seu pai. César havia ordenado que apenas um deles seria morto, por sorteio, porém o filho se ofereceu para morrer e foi executado, e o pai, de desgosto, se matou sobre o corpo do filho.
  - Cássio Parmense, o último dos assassinos de Júlio César a morrer. Ele havia se refugiado em Atenas.
- De volta ao Egito, Cleópatra executa vários nobres que eram seus inimigos.[1]
- Para obter a aliança do rei da Média, Cleópatra envia a ele a cabeça do rei da Armênia, seu inimigo.[1]
- Pinário Escarpo se revolta contra Antônio na África.[1]
- Antônio, ao saber desta revolta, pretende se matar, porém Cleópatra o convence a tentar fazer a resistência no Egito.[1]
- Herodes sugere a César que Cleópatra deveria ser morta, e com isto ele poderia se reconciliar com Antônio.[1]
- Todos os povos e reis negam ajuda a Antônio e Cleópatra, mesmo aqueles que havia recebido favores generosos de ambos.[1]
- César passa o inverno em Samos. Metelo, um velho prisioneiro e inimigo de César, é liberto, porque seu filho era um dos capitães de César.[1]
- Antônio e Cleópatra celebram festas em Alexandria, com Cesarião, o filho de Júlio César, e Antilo, filho de Antônio e Fúlvia.[1]
- Antônio e Cleópatra se preparam para a luta, por mar e por terra, porém também preparam rotas de fuga, para a Espanha e para o Mar Vermelho.[1]

## Mortes
- 10.000 judeus, por causa de um terremoto.[1]
- Embaixadores judeus, enviados aos árabes para propor paz.[1]
- Bogudes, morto por Agripa quando este capturou Metona.[1]